# Ghiacciaio Oberst
Il ghiacciaio Oberst (in norvegese la parola "oberst" significa "colonnello") è un ghiacciaio situato sulla costa della Principessa Ragnhild, nella Terra della Regina Maud, in Antartide. Il ghiacciaio, il cui punto più alto si trova a circa 1400 m s.l.m., si trova in particolare nei monti Sør Rondane, dove fluisce lungo il versante occidentale del monte Balchen.

## Storia
Il ghiacciaio Oberst è stato mappato nel 1957 da cartografi norvegesi grazie a fotografie aeree scattate nel corso dell'operazione Highjump, 1946-1947, ed è stato da essi battezzato con il suo attuale nome in relazione alla sua ubicazione sul monte Balchen, così chiamato in onore di Bernt Balchen, famoso aviatore polare norvegese che raggiunse il grado di colonnello nell'aviazione militare statunitense durante la seconda guerra mondiale.